# 류큐날여우박쥐
류큐날여우박쥐 또는 류큐과일박쥐(Pteropus dasymallus)는 큰박쥐과에 속하는 박쥐의 일종이다. 왕박쥐속에 포함되며, 일본과 대만 그리고 필리핀의 바타네스주와 바부얀 제도에서 발견된다. 자연 서식지는 아열대 또는 열대 기후 지역의 건조림과 습지이다. 서식지 감소와 식용으로 이용하기 위한 사냥으로 위협을 받고 있으며, 국제 자연 보전 연맹(IUCN)이 "취약근접종"으로 분류하고 있다.

## 분포 및 서식지
류큐날여우박쥐는 대만과 일본 그리고 필리핀의 토착종이다. 일본에서는 류큐 열도에서 발견된다. 필리핀에서는 바탄과 달루피리 그리고 푸가 섬에서 서식한다. 서식지는 숲이며, 낮 동안 나무 속에서 홀로 또는 작은 집단을 이루어 둥지 생활을 한다. 먹이는 도입종과 곡물로 자라는 종의 과일과 꽃이다.

## 아종
5종의 아종이 알려져 있다.
- 다이토과일박쥐 (P. d. daitoensis)
- 에라부과일박쥐 (P. d. dasymallus)
- 타이완과일박쥐 (P. d. formosus)
- 오리과일박쥐 (P. d. inopinatus)
- 야에야마과일박쥐 (P. d. yayeyamae)

## 보전 상태
필리핀에서 가장 큰 개체군으로 추정되며, 안정적인 개체수를 유지하는 것으로 간주하고 있다. 일본에서 5천 마리 이상으로 추산되지만, 타이완에서는 일부 감소한 상태이다. 류큐과일박쥐는 많은 위협에 직면해 있다. 필리핀에서 일부 개체군은 소비를 위해 사냥되며, 비부얀 제도에서 별미로 간주되고 있다. 일본에서는 서식지 감소가 주요 위협 요인이지만, 일부는 감귤 작물을 보호하기 위해 쳐 놓은 그물에 걸리거나 전기선에 감전되고 있다. 전체적으로 대부분의 개체수가 감소 상태를 보이고 있으며, 2008년까지 어느 정도 안정 상태를 찾아가는 것으로 보여서 국제 자연 보전 연맹(IUCN)이 "멸종위기종"에서 "취약근접종"으로 보전 등급을 바꾸었다.